# نوية أونوف
نوية أونوف (بالإنجليزية: Onuf nucleus)‏ هي مجموعةٌ بارزةٌ من العصبونات، موجودةٌ في الجزء الأمامي (الصفيحة 9) من القرن الأمامي في المنطقة العجزية في النخاع الشوكي البشري، وتلعب دورًا في احتباس التبول والتبرز، بالإضافة للانقباض العضلي أثناء هزة الجماع. تحتوي على عصبونات حركية، وهي منشأ العصب الفرجي.